# Membri ai Academiei Române - Ș
Aceasta este o listă a tuturor membrilor Academiei Române ale căror nume încep cu litera Ș, începând cu anul înființării Academiei Române (1866) până în prezent.
- Andrei Șaguna (1808 - 1873), mitropolit, membru de onoare (1871)
- Mihail Șerban (1930 - 2004), biochimist, membru titular (2001)
- Theodor Șerbănescu (1839 - 1901), poet, membru corespondent (1894)
- Mihai Șora (1916 - 2023), filosof,  membru de onoare (2012)
- Virgil Șotropa (1867 - 1954), profesor, membru de onoare (1943)
- Gheorghe Ștefan (1899 - 1980), istoric, arheolog, membru corespondent (1952)
- Teodor V. Ștefanelli (1849 - 1920), istoric, scriitor, membru titular (1910)
- Grigoriu Ștefănescu (1836 - 1911), geolog, paleontolog, membru titular (1876)
- Melchisedec Ștefănescu (1823 - 1892), episcop, istoric, membru titular (1870)
- Sabba Ștefănescu (1857 - 1931), geolog și paleontolog, membru corespondent (1893)
- Sabba S. Ștefănescu (1902 - 1994), geofizician, membru titular (1963)
- Ștefan Ștefănescu (1929 - 2018), istoric, membru titular (1992)
- Florian Ștefănescu-Goangă (1881 - 1958), psiholog, membru corespondent (1937)
- Barbu A. Știrbey (1872 - 1946), om politic, membru de onoare (1929)
- Gavril Ștrempel (n. 1926), istoric al culturii, membru de onoare (1993)